# Schwarzburger Oberherrschaft
Als Schwarzburger Oberherrschaft wurden mehrere Gebietsteile in Mittel- und Südthüringen bezeichnet. Sie gehörten seit dem 12. Jahrhundert zu den Besitzungen der Grafen von Schwarzburg und somit zunächst zur Grafschaft Schwarzburg. Im Jahr 1571 wurde diese gemäß dem Vertrag von Speyer geteilt. Neu entstanden sind damals die Grafschaften Schwarzburg-Sondershausen und Schwarzburg-Frankenhausen in Nordthüringen, die gemeinsam die Schwarzburger Unterherrschaft bilden und die Grafschaft Schwarzburg-Oberherrschaft. Als eigener Staat mit der Hauptstadt Rudolstadt bestand sie zwar nur drei Jahre (von 1571 bis 1574), die Bezeichnung Oberherrschaft für alle Schwarzburger Gebiete südlich von Erfurt ist jedoch geblieben. 1574 wurde die Grafschaft Schwarzburg-Oberherrschaft in die Grafschaften Schwarzburg-Arnstadt im Westen und Schwarzburg-Rudolstadt im Osten geteilt. 

## Zugehörige Gebiete
- Westteil (späteres Schwarzburg-Arnstadt, ab 1716 zu Schwarzburg-Sondershausen gehörend, heute größtenteils Ilm-Kreis)
  - Amt Arnstadt (mit Arnstadt, Plaue, Siegelbach, Reinsfeld, Dosdorf, Espenfeld, Rudisleben, Roda, Görbitzhausen, der Enklave Geschwenda, der Enklave Rockhausen und zwei weiteren Flurstücken bei Cottendorf und Gräfenroda)
  - Amt Ehrenstein (mit Ehrenstein, Nahwinden, Döllstedt, Kleinhettstedt, Kleinliebringen, Großliebringen, Oesteröda)
  - Amt Gehren (mit Gehren, Langewiesen, Großbreitenbach, Masserberg und Angstedt, Wümbach, Oehrenstock, Jesuborn, Pennewitz, Garsitz, Möhrenbach, Gillersdorf, Willmersdorf, Neustadt am Rennsteig, Altenfeld, Oelze)
  - Amt Käfernburg (mit Marlishausen, Dornheim, Dannheim, Branchewinda, Oberwillingen, Niederwillingen, Hausen, Bösleben, Witzleben, Wülfershausen, Elleben, Rockhausen, Alkersleben, Ettischleben), später ins Amt Arnstadt integriert

- Ostteil (späteres Schwarzburg-Rudolstadt, heute größtenteils Landkreis Saalfeld-Rudolstadt)
  - Amt Rudolstadt (mit Rudolstadt, Bad Blankenburg, Teichel und Kirchhasel)
  - Amt Stadtilm (mit Stadtilm, Paulinzella, Gräfinau und den Enklaven Angelroda, Oesteröda und Elxleben)
  - Amt Königsee (mit Königsee, Schwarzburg, Oberweißbach, Katzhütte, Neuhaus am Rennweg und Scheibe-Alsbach)
  - Amt Leutenberg (mit Leutenberg, Könitz, Eichicht und den Enklaven Weitisberga und Weisbach)